# Wildcat Trooper
Pour plus de détails, voir Fiche technique et Distribution.
Wildcat Trooper est un film américain réalisé par Elmer Clifton, sorti en 1936.

## Synopsis
Le sergent Farrell de la Police montée arrête un criminel connu sous le nom du Corbeau et trouve une lettre d'introduction pour faire du grabuge pour une entreprise criminelle. Farrell utilise la lettre pour se faire passer pour le Corbeau. Il se fait engager pour subtiliser des fourrures à deux trappeurs en conflit. Farrell porte continuellement son uniforme en expliquant qu'en se faisant passer pour un membre de la police montée, tout le monde lui fera confiance.

## Fiche technique
- Titre original : Wildcat Trooper
- Réalisation : Elmer Clifton
- Scénario : Joseph O'Donnell d'après le roman de James Oliver Curwood
- Photographie : Arthur Reed
- Montage : Richard G. Wray
- Production : Maurice Conn
- Pays d'origine : États-Unis
- Format : Noir et blanc - 1,37:1 - Mono
- Genre : western
- Durée : 60 minutes
- Date de sortie : 1936

## Distribution
- Kermit Maynard : Sergent Gale Farrell, RCMP
- Hobart Bosworth : Dr. Martin
- Fuzzy Knight : Constable Pat, RCMP
- Lois Wilde : Ruth Reynolds
- Jim Thorpe : Wounded Indian
- Yakima Canutt : The Raven
- Eddie Phillips : Bob Reynolds
- Jimmy Aubrey : Trapper (non crédité)